# Xylomelum
Genre
Classification APG II (2003)
Xylomelum est un genre de buissons de grande taille ou d'arbres de la famille des Proteaceae endémique d'Australie.
Le fruit se présente sous la forme d'une poire ligneuse. Une fois sèche, cette poire se fend en deux moitiés par une fente longitudinale. Ce système est censé être une défense contre la prédation des graines. Cependant, ces fruits ligneux fournissent également une protection des semences contre les incendies. Il est donc probable que cette caractéristique a été adoptée lorsque les feux de brousse sont devenus plus importants.

## Classification
Des études moléculaires récentes ont jumelé Xylomelum avec un clade frère : Lambertia. 

## Espèces
Xylomelum angustifolium (en)

Xylomelum benthamii

Xylomelum cunninghamianum

Xylomelum occidentale

Xylomelum pyriforme

Xylomelum scottianum